# 沙宝亮
沙宝亮（1972年1月1日—），北京人，回族，中国男歌手、演员。

## 專輯
- 2002-07《愛上一條魚》
- 2003-05《同名專輯》
- 2004-08《沙寶亮 Ⅲ》
- 2004-12《warmth溫暖》(影視歌曲精選)
- 2006-05《比多更多》
- 2006-08《相約情人節》
- 2008-01《心中央》(單曲)
- 2008-01《晨露》(單曲)
- 2008-05《古典氣質》(單曲)
- 2009-12《無名指》(單曲)
- 2010-02《暖》(單曲)
- 2010-10《七年之癢》(影視歌曲精選)
- 2010-11《天淨沙》(單曲)
- 2011-06《最遠的距離》(單曲)
- 2011-11《戀曲2012》
- 2013-09《男人好難》
- 2014-07《不爱的练习》
- 2015-01《有种你爱我》（电影主题曲）
- 2015-08《远方》
- 2015-12《谢谢你听过我的歌》
- 2016-08《伙伴》
- 2016-12《完美世界》（电影主题曲）
- 2017-01《多瑙河畔》
- 2018-02《无赖》
- 2018-09《我回到那个名叫爱情的地方》

## 演藝經歷
- 1986年 畢業於北京藝校
- 1987年 在法國世界未來雜技節比賽中獲金獎
- 1993年 受齐秦等港台音乐影响，开始步入歌壇和現代人樂隊合作開始創作、演唱
- 1995年 成立沙漠音樂工作室，推出單曲及MTV《掃落葉的人》，為正大國際音樂中心簽約歌手潘勁東第二張專輯創作《好想你》、《落淚的玫瑰》(因故未發行)。
- 1996年 任現代人樂隊主唱，為香港三棲明星鍾鎮濤專輯創作主打歌《簡簡單單的生活》
- 1997年 為北京國安足球隊演唱《國安永遠爭第一》
- 1998年 為天星娛樂公司簽約歌手戴嬈專輯創作《期待》、《落淚的玫瑰》
- 1999年 為麥田音樂公司簽約歌手葉蓓專輯創作《我是誰》
- 2000年 參加《公益歌曲大擂台》獲擂主稱號
- 2001年 為中唱領先音樂和強磊音樂的合輯《校園Feeling》錄唱《青春日記》。
- 2002年 推出單曲CD《被遺忘的人》，拍攝MTV《愛上一條魚》、《青春日記》。
- 2005年至2007年，先后参演中国原创音乐剧《金沙》、《蝶》。
- 2013年 參加了湖南衛視的歌唱節目《我是歌手》，在3月22日第十期回合遭到淘汰。
- 2015年 以「流浪者」身份參加江蘇衞視的《蒙面歌王》，並在8月23日第六期成為歌王，半決賽獲得冠軍直接晉級總決賽，名氣大增。最後在總決賽時得到總亞軍。同年10月，擔任《隱藏的歌手》主持。

## 其他經歷
- 2013年 參加了江蘇衛視的真人秀節目《星跳水立方》，在4月7日第一期節目的第二跳得到滿分而晉級[1][2]。

### 電視劇
| 首播年份 | 劇名                       | 角色         |
| -------- | -------------------------- | ------------ |
| 2020     | 古董局中局之鉴墨寻瓷       | 方震         |
| 2020     | 青春创世纪                 | 錢進         |
| 2022     | 你好，神枪手               | 張教練       |
| 2022     | 女士的法则                 | 贺刚         |
| 2022     | 星汉灿烂(網絡劇)           | 凌益         |
| 2022     | 親愛的生命                 | 田云山       |
| 2022     | 昆仑神宫(網絡劇)           | 阿克         |
| 2023     | 纵有疾风起                 | 經理人(客串) |
| 2023     | 虫图腾(網絡劇)(2019年拍攝) | 歐陽煙雷     |
| 2023     | 归路                       | 归远山       |
| 2024     | 哈尔滨一九四四             | 金科長(客串) |
| 2025     | 相思令(網絡劇)             | 奚長昆       |
| 2025     | 刑警的日子                 | 赵天成       |
| 2025     | 藏海传                     | 褚怀明       |
| 2025     | 七根心简(網絡劇)           | 尹二马       |
| 待播     | 独身女人                   | 蔡德璋       |
| 待播     | 魅影神捕(網絡劇)           | 秦大元       |
| 待播     | 这一秒过火                 | 李荣彰       |

## 電影
- 2010年 《铤而走险》飾 夏涛
- 2021年 《街娃儿》
- 2024年 《解密》
- 2025年 《超级望望》
- 2025年 《钻石照耀钟鼓楼》飾 崔达成